# Znachsattel
Znachsattel är ett bergspass i Österrike. Det ligger på gränsen mellan förbundsländerna Steiermark och Salzburg. Znachsattel ligger 2 059 meter över havet.
Över Znachsattel går en vandringsled.
Trakten runt Znachsattel består i huvudsak av alpin tundra, kala bergstoppar och isformationer.